# Urganda la Desconocida
Urganda la Desconocida es uno de los principales personajes del ciclo de libros de caballerías iniciado en la literatura castellana por el Amadís de Gaula, cuya primera edición conocida es de 1508 pero que es una obra muy anterior.
Urganda es una sabia encantadora o maga, que aparece por primera vez en el capítulo II del primer libro de Amadís de Gaula, cuando formula una enigmática advertencia a Gandales, padre adoptivo del Doncel del Mar (Amadís), y a lo largo de todo el ciclo protege y auxilia a Amadís y a sus familiares. Se hace llamar Urganda la Desconocida porque tiene la habilidad de cambiar de apariencia. Su residencia principal es la Ínsula No Fallada (no hallada), isla que recibe ese nombre porque la sabia podía hacerla inaccesible. Es dueña además de una embarcación mágica, la Fusta de la Gran Serpiente. Además de ayudar a Amadís de Gaula en diversas coyunturas, asiste a sus bodas con la princesa Oriana, hija de Lisuarte de Gran Bretaña, y en ellas hace varias profecías sobre el futuro próximo.

## Urganda la Desconocida en las continuaciones delAmadís
En la Adjunta al cuarto libro de la historia de Amadís de Gaula, de Mambrino Roseo (1563), gracias a los poderes de Arcaláus el encantador, el más formidable enemigo de Amadís, una doncella llamada Rosota toma la apariencia de Urganda para secuestrar a Galaor, hermano de Amadís; pero la verdadera Urganda, consciente de todo, interviene para desviar la ruta del barco en el que viajan los dos, y envía a una doncella a curar con un ungüento mágico las heridas que Galaor, Licona, Irsanio y Golandro han recibido al huir del rey de Galacia. Por medio de la misma doncella, informa a Amadís de Gaula de un inminente ataque pagano, le aconseja sobre qué hacer y lo guía hacia el reino de su cuñado Bruneo de Bonamar, mediante un barco mágico. La doncella también informa a Amadís y lo guía y ayuda también en la batalla final.
En el quinto libro amadisiano, Las sergas de Esplandián, de Garci Rodríguez de Montalvo, cuya primera edición conocida es de 1510, Urganda auxilia reiteradamente al protagonista, hijo primogénito de Amadís, y es apresada por una maga pagana, la pérfida infanta Melia, pero pronto recupera su libertad. Al final de esa obra, Urganda encanta a Amadís, a Esplandián y a otros príncipes de su linaje en la Ínsula Firme.
En El segundo libro de las sergas de Esplandián, de Mambrino Roseo (1564), Urganda despierta a Amadís de Gaula y otros caballeros encantados en la Ínsula Firme y los conduce, a bordo de la fusta de la Gran Serpiente, a una nueva tierra donde corren nuevas aventuras; cuando lo juzga oportuno, Urganda los lleva de vuelta a la Ínsula Firme y los encanta nuevamente.
En el prólogo del sexto libro del ciclo, el Florisando de Ruy Páez de Ribera, publicado por primera vez en 1510, se reprueba acremente la conducta de Urganda, por haber encantado por quince años a Amadís y sus parientes en la Ínsula Firme. El ermitaño Enselmo dispone que se quemen sus libros de magia para desterrar los encantamientos y supersticiones.
En el séptimo libro del ciclo, el Lisuarte de Grecia de Feliciano de Silva (1514), que continúa la acción de Las sergas de Esplandián, Urganda tiene un cierto protagonismo y en uno de los episodios reprende a Amadís y a Esplandián por su desmedido afán de probarse con los caballeros de las nuevas generaciones de la familia. Al final de la obra, Urganda se casa con el anciano sabio Alquife, otro poderoso mago, con el cual se retira a la isla de los Ximios. 
En El segundo libro de Lisuarte de Grecia, de Mambrino Roseo (1564), Urganda y su marido Alquife liberan a Lisuarte de Grecia y a su tío Perión de Gaula del encantamiento de la sabia Zirfea en la isla de Argenes, y los ayudan en diversas oportunidades, especialmente por medio de diversos intermediarios, como su hija Alquifa. Al final de la obra Urganda y Alquife llevan a ambos protagonistas de vuelta a la isla de Argenes, donde quedan de nuevo encantados.  
En el octavo libro del ciclo, el Lisuarte de Grecia de Juan Díaz (1526), se consigna que Urganda ha perdido la vista, a pesar de lo cual sigue ayudando a los príncipes del linaje de Amadís, y especialmente a su nieto Lisuarte, protagonista de la obra, y formulando profecías sobre su destino. Su sobrino Urgandín se convierte en escudero y confidente de Lisuarte. Una voz misteriosa anuncia su próxima muerte, y escribe cartas a Lisuarte y Gandales para anunciarles su inminente deceso y pedirle al primero que cuide de su parentela. A su muerte, su cuerpo es transportado a Londres y Amadís de Gaula lo hace sepultar en su capilla real. 
En el noveno libro del ciclo, el Amadís de Grecia de Feliciano de Silva (1530), que no tomó en cuenta el octavo sino que continúa la acción del séptimo, Urganda interviene en varias ocasiones para cambiar mediante sus artes mágicas el curso de los acontecimientos, y formular profecías. Entabla amistad con la sabia Zirfea y con ella y su marido Alquife construye la Torre del Universo, lugar mágico donde quedarán encantados los principales héroes de la cristiandad.
En el décimo libro del ciclo, el Florisel de Niquea de Feliciano de Silva (1532), Urganda formula nuevas profecías en la corte imperial de Constantinopla y después desaparece, llevándose consigo al rey Amadís de Gaula y a su esposa Oriana.
En el Florarlán de Tracia, de Mambrino Roseo, continuación italiana del Florisel (1564), Urganda y Alquife curan en la Ínsula Firme las graves heridas de Artajerjes, hermanastro de don Falanges de Astra. 
En el undécimo libro del ciclo, el Rogel de Grecia de Feliciano de Silva (1535), aunque una enfermedad la postra en el lecho, Urganda logra ayudar al linaje de Amadís con sus profecías y le suministra a Amadís de Gaula y a sus descendientes un elixir que les asegura larga vida y una apariencia joven.
En la Cuarta Parte de Don Florisel de Niquea, de Feliciano de Silva (1551), Urganda y Alquife continúan actuando a favor de los príncipes amadisianos, pero su papel es muy marginal.
En la Adjunta al segundo volumen de don Rogel de Grecia, de Mambrino Roseo (1564), Urganda envía a su hija Alquifa a la corte de Calidora para solicitar la partida de Rogel de Grecia a los montes Rifeos, donde Persea está prisionera de un encantamiento realizado por los sabios Zireno y Zirzea.
En la Primera parte de Esferamundi de Grecia, de Mambrino Roseo (1558), Urganda, Alquife, Zireno y Zirzea (los cuatro "Grandes Magos") envían, en varias ocasiones, mensajeros y ayuda a los héroes del linaje de Amadís.
En la Segunda parte de Esferamundi de Grecia, de Mambrino Roseo (1560), Urganda y Alquife suministran a Lucendo, hijo del rey Lucidor de Francia, la información y los objetos mágicos necesarios para liberar a Fortuna, hija de Amadís de Grecia y Niquea, del castillo encantado de Dragosina, maga enemiga del linaje de Amadís. Además provee a Fortunián, hijo de Lucendo y Fortuna, de lo necesario para liberar a sus progenitores, y facilita la fuga de Esferamundi y su amada Ricarda.
En la Quinta parte de Esferamundi de Grecia, de Mambrino Roseo (1565), los cuatro Grandes Magos organizan el rapto de Selvagia y Cilinda, y Urganda envía armas nuevas a Esferamundi y Amadís de Astra para su combate con los céfalos. Por medio de Alquifa anuncia a sus protegidos que desea retirarse a la vida contemplativa. En una última profecía trata del fin de la dinastía de Amadís de Gaula.
En la Sexta parte de Esferamundi de Grecia, de Mambrino Roseo (1564), Urganda participa con su esposo Alquife en las fiestas de Trapisonda.
Al comienzo de la obra alemana El vigesimosegundo libro de Amadís de Gaula (1594), Urganda encanta a Amadís de Gaula para salvarle la vida, y tanto en esa obra como en su continuación, El vigesimotercer libro de Amadís de Gaula (1594), Urganda y su esposo Alquife continúan interviniendo para favorecer a los príncipes del linaje amadisiano. En el postrer libro amadisiano alemán, El vigesimocuarto y último libro de Amadís de Gaula (1595), solamente se consigna que ambos encantadores estaban "maravillosamente viejos".
Urganda aparece también en la trilogía amadisiana francesa Le Romant des Romans, de Gilbert Saulnier Duverdier (1626-1629). También aparece su marido Alquife, junto con otro encantador llamado Alcandro, para proteger y apoyar a Amadís de Gaula y a los príncipes de su linaje.

## Urganda la Desconocida en elQuijote
En las poesías burlescas incluidas entre los preliminares del Quijote, Miguel de Cervantes incluyó uno a nombre de Urganda la Desconocida, que es el primero de todos y está compuesto por versos de cabo roto, a los que le falta la sílaba final de cada línea.
La sabia aparece mencionada varias veces en el texto del Quijote; en el capítulo 43 de la Primera parte, don Quijote invoca "a su buena amiga Urganda" para que le socorra.
El cervantista Nicolás Díaz de Benjumea publicó en 1861 un ensayo crítico titulado La estafeta de Urganda ó Aviso de Cid Asam-Ouzad Benenjeli sobre el desencanto del Quijote.